# Tarucus kiki
Tarucus kiki är en fjärilsart som beskrevs av Larsen 1976. Tarucus kiki ingår i släktet Tarucus och familjen juvelvingar. Inga underarter finns listade i Catalogue of Life.